# آن بلوم
آن بلوم (بالإنجليزية: Anne Bloom)‏ هي ممثلة أمريكية، ولدت في 1947 في لوس أنجلوس في الولايات المتحدة.

## وصلات خارجية
- آن بلوم على موقع IMDb (الإنجليزية)
- آن بلوم على موقع قاعدة بيانات الفيلم (الإنجليزية)